# パトリス・ゲースラール
パトリス・ゲースラール （Patrice Goueslard, 1965年11月26日 - ）は、フランスのレーシングドライバー。1999年から2010年までル・マン24時間レースに出場し、1994年にデビューした。

## レース記録

### ル・マン24時間レース
| 年     | チーム                                        | コ・ドライバー                                        | 車両                         | クラス | 周回 | 総合順位 | クラス順位 |
| ------ | --------------------------------------------- | ----------------------------------------------------- | ---------------------------- | ------ | ---- | -------- | ---------- |
| 1994年 | エルフ・ハバートゥール・レーシング            | オリヴィエ・ハバートゥール パトリック・ヴィヨーム     | ポルシェ・ 911 ターボ 6.3    | GT2    | 42   | DNF      | DNF        |
| 1996年 | ラルブル・コンペティション                    | アンドレ・アーレ パトリック・ボーデ                   | ポルシェ・911 GT2            | GT1    | 284  | 20位     | 6位        |
| 1997年 | シューベル・エンジニアリング                  | ペドロ・ラミー アルミン・ハーネ                       | ポルシェ・ 911 GT1           | GT1    | 331  | 5位      | 3位        |
| 1998年 | ラルブル・コンペティション                    | ピエール・イヴェール ジャン＝リュック・シェロー       | ポルシェ・911 GT2            | GT     | 240  | 23位     | 9位        |
| 1999年 | シェロー・スポーツ ラルブル・コンペティション | ピエール・イヴェール ジャン＝リュック・シェロー       | ポルシェ・911 GT2            | GT     | 240  | NC       | NC         |
| 2000年 | ラルブル・コンペティション                    | クリストフ・ブシュー ジャン＝リュック・シェロー       | ポルシェ・ 911 GT3-R         | GT     | 34   | DNF      | DNF        |
| 2001年 | ラルブル・コンペティション                    | ジャン＝リュック・シェロー セバスチャン・デュメス     | ポルシェ・ 911 GT3-RS        | GT     | 274  | 12位     | 4位        |
| 2002年 | ラルブル・コンペティション                    | クリストフ・ブシュー ヴィンセント・フォッセ           | クライスラー・バイパー GTS-R | GTS    | 319  | 18位     | 4位        |
| 2003年 | ラルブル・コンペティション                    | クリストフ・ブシュー スティーブ・ザッキア             | クライスラー・バイパー GTS-R | GTS    | 317  | 16位     | 4位        |
| 2004年 | ラルブル・コンペティション                    | クリストフ・ブシュー オリビエ・デュパール             | フェラーリ・550-GTS マラネロ | GTS    | 317  | 14位     | 5位        |
| 2005年 | ラルブル・コンペティション                    | ヴィンセント・フォッセ オリビエ・デュパール           | フェラーリ・550-GTS マラネロ | GT1    | 324  | 12位     | 4位        |
| 2006年 | ラルブル・コンペティション                    | リュック・アルファン ジェローム・ポリカン             | シボレー・コルベット C5-R    | GT1    | 346  | 7th      | 3位        |
| 2007年 | ラルブル・コンペティション                    | リュック・アルファン ジェローム・ポリカン             | シボレー・コルベット C6.R    | GT1    | 327  | 12位     | 7位        |
| 2008年 | リュック・アルファン アドベンチャーズ         | ジャン＝リュック・ブランチェマン ローレン・パスクアリ | シボレー・コルベット C6.R    | GT1    | 325  | 21位     | 6位        |
| 2009年 | リュック・アルファン アドベンチャーズ         | リュック・アルファン ステファン・グレゴワール         | シボレー・コルベット C6.R    | GT1    | 99   | DNF      | DNF        |
| 2010年 | リュック・アルファン アドベンチャーズ         | ジュリアン・ジュス ザビエル・マーセン                 | シボレー・コルベット C6.R    | GT1    | 238  | DNF      | DNF        |